# The Children (2008)
The Children ist ein britischer Horror-Thriller des Regisseurs Tom Shankland, der das Drehbuch nach einer Vorlage von Paul Andrew Williams verfasste. Der Film wurde am 5. Dezember 2008 in Irland uraufgeführt.

## Handlung
Elaine besucht mit ihrem Mann Jonah und ihren drei Kindern ihre Schwester Chloe und deren Familie in einem abgelegenen Landhaus, um mit ihnen gemeinsam Weihnachten zu feiern. Elaines 15-jährige Tochter Casey ist alles andere als begeistert von solchen Familienfeiern und fügt sich nur widerwillig. Auch ihr 5-jähriger Bruder Paulie kann keine rechte Freude empfinden, denn er ist unpässlich, anscheinend weil ihm die Autofahrt nicht gut bekommen ist. Während der Weihnachtsfeier zeigen auch die restlichen Kinder erste Krankheitssymptome, abgesehen von Casey. Leah und Nicky bekommen Husten mit blutigem Auswurf, alle vier geben sich weinerlich und missgelaunt. Elaines 9-jährige Tochter Miranda bekommt während des Festessens sogar einen Tobsuchtsanfall und übergibt sich.
Um die Kinder davon abzulenken, geht Chloes Ehemann Robbie mit den restlichen Kindern draußen im Schnee spielen und erleidet dabei einen schweren Unfall. Paulie hatte die Rodelbahn mit einem Bollerwagen gekreuzt, was letztlich zum Unfall führte. 
Als Elaine den Verletzten, der im Übrigen keine Lebenszeichen mehr von sich gibt, mit einer Decke zudecken will, ist dieser nicht mehr auffindbar. Blutspuren auf dem schneebedeckten Boden führen zum Spielzelt der Kinder. Elaine kommt aber nicht mehr dazu hineinzuschauen, denn ihr Sohn Paulie sitzt auf dem nebenstehenden Klettergerüst und weint. Elaine will ihm hinunterhelfen und verunfallt dabei ebenfalls. Casey findet ihre Mutter verletzt im Schnee liegend, bringt sie ins nahegelegene Gewächshaus und versorgt den offenen Bruch notdürftig. Dort werden sie alsbald von einem Unbekannten attackiert. Jemand wirft mit Steinen auf das Gewächshaus, die Fenster zerbersten. Paulie kriecht unter einem Regal hervor und geht mit einer großen Schere auf Mutter und Schwester los. In der entstehenden Rangelei fällt Paulie unglücklich und wird tödlich verletzt.
Chloe sucht im Garten nach den Kindern und schaut dazu auch ins Kinderzelt. Dort trifft sie auf ihre Tochter Leah, die ohne eine Erklärung flüchtet. Des Weiteren findet sie unter einem blutverschmierten Laken den Körper ihres schwerverletzten Mannes in der Stellung eines Schlafenden aufgebahrt. Als nun auch das Zelt von außen attackiert wird, reagiert Chloe hysterisch und läuft ins Haus zurück. Durch die Einschnitte im Zeltdach ist ihr Sohn Nicky zu erkennen.
Im Haus kommt es zur Aussprache. Chloe macht ihrer Schwester Vorwürfe, sie sei schon immer eine schlechte Mutter gewesen und hätte nun Paulie auf dem Gewissen. Anschließend setzt die Verzweifelte ihre Suche nach den Kindern im angrenzenden Wald fort und findet sie dort tatsächlich. Noch während der Umarmung zieht Nicky seine Mutter am Ohrring – eine große Creole – zu Boden, sodass Leah ihr mit einem Buntstift ins Auge stechen kann. Belustigt schauen sie ihrer Mutter beim Sterben zu.
Als Miranda im Haus beginnt, das Telefon – die einzige Verbindung nach draußen – zu zerstören, greift Casey gewaltsam ein. Ihr Vater Jonah eilt Miranda zu Hilfe und sperrt Casey in eines der oberen Kinderzimmer. Unten verabschiedet sich Miranda von ihrer schwerverletzten Mutter mit heuchlerischer Stimme, zieht niederträchtig die Stäbe, die die Beinverletzung stabilisieren sollten, aus dem behelfsmäßigen Verband und verlässt mit ihrem Vater das Haus.
Obwohl Elaine alle Türen des Hauses verschließt, können Nicky und Leah ins Haus eindringen. Elaine schleppt sich trotz Beinverletzung und großer Schmerzen in das Obergeschoss des Hauses, um Casey aus ihrem „Gefängnis“ zu befreien. Leah und Nicky folgen ihr. In dem Moment, in dem Nicky das Bein seiner Tante Elaine mit einem Obstmesser traktieren will, gelingt Casey das Durchbrechen der Kinderzimmertür. Sofort tötet sie Nicky und stürmt auch auf ihre Cousine Leah los. Doch Elaine fleht für Leah um Gnade, mit Erfolg. Mutter und Tochter begeben sich nun zum Auto und treten den Heimweg an.
Auf einem abgelegenen Waldweg steht Robbies Auto, mit dem Jonah und Miranda flüchteten. Casey findet ihren Vater daneben halbtot im Schnee liegend und wird kurz darauf von Miranda aus dem Hinterhalt mit einem Brecheisen angegriffen. Elaine reagiert blitzschnell und rettet ihre ältere Tochter, indem sie Miranda mit dem Auto überfährt. Casey muss sich übergeben wie schon zuvor die anderen Kinder. Danach schaut sie auf … und wie aus dem Nichts stehen plötzlich ein Dutzend Kinder regungslos im Wald, unter ihnen auch Leah. Casey flüchtet sich in das Auto ihrer Mutter und bekommt auf der Weiterfahrt einen verklärten, apathischen Blick, wie schon die anderen Kinder kurz vor ihrer Wesensänderung.

## Drehorte
Der Film wurde im ehemaligen Zisterzienserkloster Cookhill Priory sowie in den nahegelegenen Dörfern Cookhill und Alcester der englischen Grafschaften Worcestershire bzw. Warwickshire gedreht.

## Soundtrack
Im Film kamen vier von Eva Abraham gesungene Songs zum Einsatz:
- Christmas everyday
- Fast flyin’ Freddie
- Aphrodisiac
- This night i roam

und zwei weitere des Sängers Amino:
- One and a same
- Background Radiation[3]

## Trivia
Als Vorlage für Caseys Tätowierung diente das Bildnis einer Leibesfrucht auf dem Albumcover Ágætis byrjun der isländischen Band Sigur Rós.

## Kritiken
„Stilsicher inszenierter ‚Kinder-Horrorfilm‘, der nicht nach schlüssigen Erklärungen sucht, sondern sich von Beginn an auf die Inszenierung einer bedrohlichen Atmosphäre konzentriert und sich zur Darstellung des blanken Terrors steigert.“

„Auch wenn man im Detail durchaus kleinere Mängel, wie das Verfallen in einige Horrorfilmklischees, finden wird, fallen diese hier nicht wirklich ins Gewicht. Denn über den Großteil der Laufzeit ist der Zuschauer gepackt von der nervenaufreibenden und hochspannenden Atmosphäre, die dank ihrer Kompromisslosigkeit, sowie dem hohen Härtegrad auch den größten Skeptiker des Kinderhorrorfilmes überzeugen dürfte.“

„Langsame Kamerafahrten und ausschweifende Einstellungen stehen […] im Kontrast zu den hektischen Schnitten, die bei den blutigen Zwischenspielen zum Einsatz kommen. Denn ist dies geschehen, entwickelt sich ‚The Children‘ mit seinen bitterbösen Kinderchen, dem vielen Blut, bizarren Einfällen, einem Quäntchen schwarzem Humor und jeder Menge Atmosphäre zu einer fiesen kleinen Genreüberraschung. Dass die Herkunft der absonderlichen Kinderkrankheit, die mit schwarzem Auswurf daherkommt und in einem fortgeschrittenen Stadium zumindest für die Erwachsenen Drumherum tödliche Folgen haben kann, im Dunklen belassen wird, befriedigt zwar nicht den Wissensdurst des Publikums, ist aber allemal besser als mögliche hanebüchene bis lächerliche Erklärungsversuche.“

„Eigentlich sind Kinder in Horrorfilmen immer ein Tabuthema, welches hier natürlich eklatant gebrochen wird. Auch ich brauche keine Gewalt von oder an Kindern im Film, muss dem Film aber zu Gute halten [sic!], dass es meist so wirkt, als ob die Kinder bei den Dreharbeiten selbst kaum mitbekommen haben, was dort wirklich passiert. Durch eine geschickte Schnitttechnik wurde dies sehr gut kaschiert, so dass die kleinen Monster im Film richtig böse rüberkommen. Die Kulissen sind mit dem großzügigen und verschneiten Anwesen optisch sehr schön gewählt und durch die Isolation im Berg ist es weder Polizei noch Krankenwagen möglich, dort zu erscheinen, was die Spannung nochmals steigert. Leider brauch der Film etwas zu lange um wirklich in die Pötte zu kommen und bietet Inhaltlich kaum genug Tiefgang oder Abwechslung, um sich auf die knapp 80 Minuten zu retten, er lebt von der Spannung und der Atmosphäre, so dass der Film über weite Strecken nur guter Durchschnitt ist, lediglich das Finale im Wald fand ich dann sehr eindringlich.“

„Filme, in denen das Böse von Kindern ausgeht, gibt es wie Sand am Meer. Meistens handelt es sich dabei nur noch um Standardkost, viele werden die Kleinen mittlerweile nicht mehr ernst nehmen können. Umso erfreulicher ist es, dass ‚The Children‘ sich aus der Masse hervorhebt und genau das doch schafft. Tom Shankland, der bislang größtenteils im TV-Bereich tätig war, inszenierte den Film und erntete damit auch einiges an Lob. Das hat er sich auch verdient, denn er liefert einen guten Genrebeitrag ab.“

„Shankland [legt] im weiteren Verlauf des Terrortreibens größten Wert auf Atmosphäre, wobei er immer wieder geschickt das Tempo aus dem Film nimmt und die Spannung erneut langsam aufbaut. Dank der überzeugenden Darstellung vor allem der Kinder ist ‚The Children‘ ein angenehm kompromissloser, stimmungsvoller und spannender Psycho-Thriller geworden, der nicht alle Fragen des Zuschauers beantwortet, ihn dafür aber direkt bei der Kehle packt.“

## Auszeichnungen
Regisseur Tom Shankland gewann auf dem Fant-Asia Film Festival im Jahr 2009 den Special Mention Award für seinen professionellen Umgang mit den Kinderdarstellern des Films.